# Stanisław Wojciechowski
Stanisław Wojciechowski (Kalisz, 15 marzo 1869 – Gołąbki, 9 aprile 1953) è stato un matematico e politico polacco socialista, presidente della Repubblica polacca dal 1922 al 1926.
Wojciechowski studiò matematica e fisica all'Università di Varsavia, ed entrò a far parte di diverse organizzazioni clandestine socialiste e anti-russe, opponendosi sempre all'uso del terrore. Dovette più volte rifugiarsi all'estero per evitare la cattura da parte della polizia russa. Nel 1893, in occasione del Congresso di Vilnius in cui fu fondato il Partito Socialista Polacco (PPS), incontrò Józef Piłsudski, di cui divenne stretto collaboratore. Membro della dirigenza del partito, fu un pioniere del movimento cooperativo.
Crollato il regime zarista (1917), Wojciechowski partecipò da Mosca all'organizzazione del nuovo esercito polacco ma, minacciato di arresto, tornò in Polonia per occuparsi del movimento cooperativo (1918). Nominato ministro dell'Interno (1919-1922), partecipò alla stesura della Costituzione del 1921 e fu eletto presidente della Repubblica dall'Assemblea nazionale dopo l'assassinio del presidente Gabriel Narutowicz (20 dicembre 1922). Dimessosi in seguito al colpo di Stato di maggio del maresciallo Piłsudski (14 maggio 1926), si ritirò dalla vita politica.